# Equipe havaiana na Copa Davis
A equipe havaiana na Copa Davis representou o território do Havaí no International Lawn Tennis Challenge (futura Copa Davis), principal competição de tênis masculina por equipes do mundo.

## História
Disputou o torneio apenas uma vez, em 1923, quando perdeu para a Austrália por 4 a 1. Em 1922 e 1925, desistiu antes de competir.